# Aaron Antonovsky
Aaron Antonovsky född 19 december 1923 i Brooklyn, USA, död 15 juli 1994, var en amerikansk-israelisk professor i medicinsk sociologi vid Ben-Gurions universitet i Negev i Beersheba, Israel.

## Utbildning och biografi
Antonovsky studerade till en början ekonomi och historia men kom senare i kontakt med medicinsk sociologi som då var ett nytt ämne i samband med studier vid sociologiska institutionen vid Yale University. Han blev M.A. 1952 respektive Ph.D. i sociologi 1955. Antonovsky var verksam som forskningschef för New York State Commission Against Discrimination från 1956 och Fulbright Professor i sociologi 1959-1960 vid Universitetet i Teheran. 
Han emigrerade med sin hustru Helen till Israel 1960 och tillträde en tjänst vid the Israel Institute for Applied Research i Jerusalem som han var knuten till fram till sin död 1994. Där bedrev han inom ramen för socialmedicinska institutionen en rad forskningsprojekt om bland annat vårdinstitutioner, multipel skleros, hjärt-kärlsjukdomar och olika aspekter av sjukdom och hälsa. Uppmärksammad för sina studier om samhällsklass kopplat till sjuklighet och död. 

## Verk
Antonovsky hade från 1972 en central roll i uppbyggnaden av en samhällsorienterad medicinsk fakultet vid Ben Gurion-universitet i Negev. Han ansvarade där för de beteendevetenskapliga inslagen i kursplanerna men var också ordförande i antagningskommittén där han utvecklade en antagningsprocess som även gav utrymme för värderingar, engagemang och ansvarstagande vid sidan av testresultat och betyg. Han var gästprofessor vid School of Public Health, University of California, Berkeley 1977-1978 och 1983-1984. 
Antonovsky är mest känd för den forskning han bedrivit om de av honom införda begreppen salutogenes och känsla av sammanhang, av svenska översättaren förkortat KASAM (på engelska: a Sense of Coherence, SOC).

## Utmärkelser
Antonovsky blev 1993 hedersdoktor vid Nordiska hälsovårdshögskolan i Göteborg.